# Station Kfar Habad
Station Kfar Habad (Hebreeuws: Taḥanat HaRakevet Kfar Chabad) is een treinstation in de Israëlische plaats Kfar Habad.
Het station ligt aan de snelweg 1.
Station Kfar Habad ligt op het traject Ashkelon-Binyamina.
| Eindbestemming | Vorig station | Lijn               | Volgend station   | Eindbestemming |
| -------------- | ------------- | ------------------ | ----------------- | -------------- |
| Ashkelon       | Lod           | Ashkelon-Binyamina | Tel Aviv HaHagana | Binyamina      |